# Oribatella mediocris
Oribatella mediocris är en kvalsterart som beskrevs av Berlese 1916. Oribatella mediocris ingår i släktet Oribatella och familjen Oribatellidae. Inga underarter finns listade i Catalogue of Life.